# Ngân hàng Quốc tế Afghanistan
Ngân hàng Quốc tế Afghanistan (AIB) là ngân hàng tư nhân lớn nhất, có lợi nhuận cao nhất ở Afghanistan và là ngân hàng Afghanistan duy nhất có chuyển khoản quốc tế đến tất cả các quốc gia, có trụ sở chính tại Kabul. Ngân hàng có 37 văn phòng chi nhánh tại các thành phố lớn của đất nước. AIB có các cổ đông quốc tế, hai nhóm kinh doanh Afghanistan, một nhóm kinh doanh Afghanistan/Mỹ. Công ty mở cửa vào năm 2004.
AIB hoạt động chủ yếu với tư cách là một ngân hàng bán buôn thương mại và các tổ chức đa phương, tổ chức Liên Hợp Quốc, tổ chức phi chính phủ, đại sứ quán, lực lượng quân đội nước ngoài, các tổ chức chính phủ Afghanistan, các công ty nước ngoài và trong nước, trở thành khách hàng của họ.
Ngân hàng hoạt động tại AIB House, nằm ở Third Microryan, Đường Sân bay Quốc tế Hamid Karzai ở Thành phố Kabul. Ngân hàng có các chi nhánh tại Kabul, Mazar-e-Sharif, Herat, Kandahar, Jalalabad, Kunduz, Pole-e-Khumri, Helmand, Nimruz và Khost.
Ngân hàng Quốc tế Afghanistan nắm giữ 790 triệu USD tiền gửi - khoảng 20% cơ sở tiền gửi của Afghanistan. The Wall Street Journal đã mô tả công ty là "một trong những người cho vay lớn nhất của đất nước" (ở Afghanistan).